# Redada del Avalon Club
La redada del Avalon Club sucedió el 23 de julio de 2023 en la ciudad de Valencia, en Venezuela, cuando 33 hombres homosexuales fueron detenidos por la policía venezolana.

## Hechos
El Avalon Club está ubicado en el sector Los Sauces de la ciudad de Valencia, en el estado Carabobo. La fiscalía los imputó por ultraje al pudor y contaminación sónica, entre otros delitos. Según algunas versiones, la detención ocurrió luego de una llamada anónima a la policía en la que se reportó que personas mantenían sexo grupal en el espacio y algunos supuestamente tenían VIH. Los funcionarios de la Policía Nacional Bolivariana aseguraron que los detenidos comenzaron a grabarse con el objetivo de comercializar el material como pornografía.
El traslado de los detenidos al Palacio de Justicia de Valencia se realizó en camionetas pickup de la policía, siendo sometidos al escarnio público. La noche del 26 de julio 30 de los 33 detenidos fueron liberados tras una audiencia de presentación ante el tribunal, quedando con régimen de presentación, mientras que los otros 3 arrestados —el propietario de Avalon Club y dos masajistas— fueron mantenidos en prisión, a la espera de presentar fiadores para su liberación.

## Reacciones
La detención provocó reacciones mixtas en la comunidad local. Amnistía Internacional publicó un tuit pidiendo la liberación de los 33 hombres y denunciando la homofobia en Venezuela. También hubo protestas pacíficas pidiendo la liberación de los detenidos y juicio a los involucrados en la detención.
Es importante destacar que, aunque la actividad sexual entre personas del mismo sexo es legal en Venezuela, las parejas del mismo sexo y las familias encabezadas por parejas del mismo sexo no son elegibles para las mismas protecciones legales disponibles para las parejas casadas de sexo opuesto. Además, el matrimonio entre personas del mismo sexo y las uniones de hecho están prohibidos.
Este incidente pone de manifiesto la falta de protección y derechos para la comunidad LGBT+ en Venezuela. Las identidades de los individuos detenidos fueron expuestas al público, al igual que rumores sobre su estado de VIH.